# Леонов, Михаил Иванович
Михаил Иванович Леонов (20 ноября 1923 — 28 августа 2000) — майор Советской Армии, участник Великой Отечественной войны, Герой Советского Союза (1944).

## Биография
Родился 20 ноября 1923 года в деревне Зенкино (ныне — Вяземский район Смоленской области) в семье рабочего-железнодорожника. 
После окончания четырёх классов школы работал в колхозе.
Позднее проживал и работал в Кировске, Шлиссельбурге. Закончил Ленинградское речное училище и после того, как окончил курсы механиков паровых машин, в 1940 году был направлен на работу помощником механика на пароходе "Харьков" Приладожского технического участка пути.
В декабре 1941 года был призван на службу в Рабоче-крестьянскую Красную Армию, был отправлен для прохождения службы в стрелковый полк.
С апреля 1942 года — на фронтах Великой Отечественной войны (сначала в качестве снайпера, затем - разведчиком-автоматчиком).
В 1942 году вступил в ВКП(б).
В боях два раза был ранен. К июню 1944 года сержант Михаил Леонов был помощником командира взвода 1061-го стрелкового полка 272-й стрелковой дивизии 7-й армии Карельского фронта. Отличился во время форсирования Свири.
21 июня 1944 года в составе штурмовой группы взвод Леонова переправился через Свирь в районе Лодейного Поля и принял активное участие в боях за захват и удержание плацдарма на вражескому берегу. Во время форсирования реки лодки и плавсредства оказались под сильным артиллерийским и пулемётным огнём противника. Леонов первым покинул лодку и приказал остальным добираться до берега вплавь, затем ножом проделал проход в надводных заграждениях для своего взвода. В тех боях Леонов лично уничтожил 1 пулемёт и 8 огневых точек. Преследуя отходящего противника, его взвод захватил два склада с имуществом.
Указом Президиума Верховного Совета СССР от 21 июля 1944 года за «образцовое выполнение боевых заданий командования на фронте борьбы с немецкими захватчиками и проявленные при этом мужество и героизм» сержант Михаил Леонов был удостоен высокого звания Героя Советского Союза.
В октябре 1944 года был направлен на учёбу в Камышинское танко-техническое училище, после окончания которого в 1947 году он служил в Омском танкотехническом училище.
В 1962 году в звании майора был уволен в запас. В дальнейшем, работал руководителем службы гражданской обороны на текстильной фабрике ПХБО "Восток".
Принимал участие в общественной, спортивно-массовой работе и военно-патриотическом воспитании (в составе жюри ежегодно участвовал в проведении лыжных гонок на приз Героя Советского Союза М. И. Леонова).
Скончался 28 августа 2000 года, похоронен на Старо-Северном кладбище Омска.

## Награды
- медаль «Золотая Звезда» (№ 3824)[2]
- орден Ленина[2]
- орден Отечественной войны 1-й степени[2]
- медали[2]

## Память
- улица Михаила Леонова в Омске (на которой установлена металлическая стела с надписью "Улица названа именем Героя Советского Союза Леонова Михаила Ивановича - участника Великой Отечественной войны")[1]